# Československá basketbalová liga 1979/1980
1. basketbalová liga 1979/1980 byla v Československu nejvyšší ligovou basketbalovou soutěží mužů, v ročníku 1. ligy hrálo 12 družstev. Inter Bratislava získal titul mistra Československa, Zbrojovka Brno skončila na 2. místě a Dukla Olomouc na 3. místě. Z ligy sestoupila dvě družstva. Z ligy sestoupili oba dva nováčci (Baník Handlová, Slavoj Litoměřice) a spolu s nimi Baník Prievidza (10. místo), protože v další sezóně byl snížen počet účastníků 1. ligy z 12 na 10 družstev.
Konečné pořadí:
1. Inter Bratislava (mistr Československa 1980) - 2. Zbrojovka Brno - 3. Dukla Olomouc - 4. VŠ Praha - 5. NHKG Ostrava - 6. Baník Ostrava - 7. Slávia VŠD Žilina - 8. RH Pardubice - 9. Sparta Praha - další 3 družstva sestup z 1. ligy: 10. Baník Prievidza - 11. Baník Handlová - 12. Slavoj Litoměřice

## Systém soutěže
Všech dvanáct družstev hrálo dvoukolově každý s každým (zápasy doma - venku), každé družstvo odehrálo 22 zápasů. Poté po rozdělení do dvou skupin podle pořadí každé družstvo ve skupině odehrálo dalších 10 zápasů, tedy celkem 32 zápasů.

## Konečná tabulka 1979/1980
| Poř. | Tým               | Z  | V  | P  | Skóre     | Body |
| ---- | ----------------- | -- | -- | -- | --------- | ---- |
| 1.   | Inter Bratislava  | 32 | 27 | 5  | 3123:2588 | 59   |
| 2.   | Zbrojovka Brno    | 32 | 24 | 8  | 3123:2588 | 59   |
| 3.   | Dukla Olomouc     | 32 | 20 | 12 | 2742:2706 | 52   |
| 4.   | VŠ Praha          | 32 | 18 | 14 | 2816:2737 | 50   |
| 5.   | NHKG Ostrava      | 32 | 16 | 16 | 2733:2778 | 48   |
| 6.   | Baník Ostrava     | 32 | 15 | 17 | 2871:2913 | 47   |
|      |                   |    |    |    |           |      |
| 7.   | Slávia VŠD Žilina | 32 | 17 | 15 | 2740:2730 | 49   |
| 8.   | RH Pardubice      | 32 | 17 | 15 | 2820:2701 | 49   |
| 9.   | Sparta Praha      | 32 | 17 | 15 | 2901:2837 | 49   |
| 10.  | Baník Prievidza   | 32 | 11 | 21 | 2641:2709 | 43   |
| 11.  | Baník Handlová    | 32 | 7  | 25 | 2752:3104 | 39   |
| 12.  | Slavoj Litoměřice | 32 | 3  | 29 | 2550:3066 | 35   |

## Sestavy (hráči, trenéři) 1979/1980
- Internacionál Slovnaft Bratislava: Stanislav Kropilák, Marian Kotleba, Peter Rajniak, Justin Sedlák, Pavol Bojanovský, Jozef Michalko, Mašura, Plesník, Považanec, Kevenský, Stanček, P. Jančura. Trenér Rudolf Stanček
- Zbrojovka Brno: Kamil Brabenec, Vojtěch Petr, Josef Nečas, Jiří Jandák, Vlastimil Havlík, Josef Šťastný, Šrámek, M. Svoboda, Jimramovský, J. Hartig, Procházka, Prčík. Trenér František Konvička.
- Dukla Olomouc: Vladimír Padrta, Zdeněk Kos, Miloš Pažický, Váňa, T. Michalík, Lauermann, Vilner, Dvořák, Hagara, Dérer, E. Tallo, Varga, Kocian. Trenér Drahomír Válek
- VŠ Praha: Gustáv Hraška, Jaroslav Skála, Vladimír Ptáček, Vlastibor Klimeš, Juraj Žuffa, Hájek, Doleček, Matušů, Dorazil, Bříza, V. Raška, Plajner. Trenér Jiří Konopásek
- NHKG Ostrava: Zdeněk Böhm, Gerald Dietl, Suchánek, Rubíček, Kocúr, Pršala, Buryan, Vršecký, Čegan, Barták, Lipka, Polách. Trenér J. Stéblo
- Baník Ostrava: Jiří Pospíšil), Martin Brázda, Pavel Škuta, Novický, Arpáš, Č. Lacina, J. Lacina, Stehlík, Bednaŕík, Holúbek, Dérkas, Titz. Trenér Zdeněk Hummel
- Slávia VŠD Žilina: Jaroslav Beránek, Jan Bobrovský, Jiří Zedníček, Jaroslav Kraus, M. Hrnčiar, L. Hrnčiar, Kurčík, Špiner, Černý, Faith, Majchrák, Nevřela, Rendla, Švábík. Trenér M. Rožánek
- RH Pardubice: Jaroslav Kantůrek, Ladislav Rous, Adolf Bláha, Miloš Kulich, Jiří Baumruk, Faltýnek, Cieslar, Zuzánek, Burgr, Bulla, Kurka, Formánek, Skokan. Trenér Luboš Bulušek
- Sparta Praha: Dušan Žáček, Zdeněk Douša, Lubomír Lipold, Ludvík Šereda, Lukáš Rob, Libor Vyoral, Jiří Brůha, Zdeněk Terzijský, Marek, M. Celba. Trenér Vladimír Mandel
- Baník Prievidza: Peter Chrenka, Kristiník, Krivošík, Peter Steinhauser, David, Kollár, Tóth, Pochabá, Toporka, Urban, Knob, Krištof, Mikuláš, Bubeník, Polák. Trenér J. Šimkovič
- Baník Handlová: Vítek, Hlaváček, Lukášik, Linkeš, L. Chrenka, Zlatňanský, Čech, Chudík, Francz, Obert, Prokein, Mališ. Trenér M. Chríbik
- Slavoj Litoměřice: M. Žák, M. Šťastný, Rybár, Tyle, Špelina, Trejbal, V. Janošík, M. Janošík, Choutka, A. Žák, Zych, Víšek, Kudláček. Trenér J. Víšek

## Zajímavosti
- Inter Bratislava v Poháru evropských mistrů 1979/80 hrál 4 zápasy (2-2, skóre 374-344), skončil na 2. místě ve čtvrtfinálové skupině B: Virtus Bologna, Itálie (91-109, 71-81) a BBC Sparta Bertrange, Lucembursko (118-77, 94-77).
- Vítězem ankety Basketbalista roku 1979 byl Stanislav Kropilák.
- „All Stars“ československé basketbalové ligy - nejlepší pětka hráčů basketbalové sezóny 1979/80: Stanislav Kropilák- Kamil Brabenec, Zdeněk Kos, Gustáv Hraška, Jiří Pospíšil.